# Pirocloro

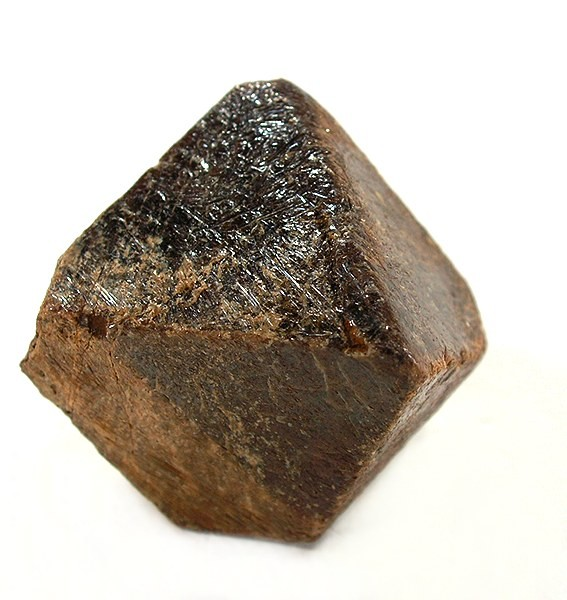
Cristal octaédrico de pirocloro (Rusia)

El pirocloro [(Na,Ca)2Nb2O6(OH,F)] es un mineral que se encuentra en rocas alcalinas, pegmatitas graníticas y carbonatitas.

## Etimología
El nombre viene del griego πΰρ "piro", que significa 'fuego', y χλωρός, "cloros", que significa 'verde', en alusión a su propiedad de volverse de color verde por ignición en el análisis clásico en la llama del soplete.

## Historia
Fue descrito por primera vez en 1826, formando parte de rocas localizadas en Stavern (Fredriksvärn), Larvik, Vestfold, Noruega.

## Localización
Suele aparecer en rocas pegmatitas, concretamente en sienitas nefelinas, pegmatitas graníticas y gneises, así como en carbonatitas.

## Estructura cristalina
Pirocloro es también un término más genérico para la estructura cristalina del pirocloro (Fd-3m). La estructura cristalina más general describe materiales del tipo A2B2O6 y A2B2O7 donde los elementos A y B son generalmente tierras raras o de metales de transición; como por ejemplo Y2Ti2O7. La estructura del pirocloro es una superestructura derivada de la estructura simple de la fluorita (AO2 = A4O8, donde los cationes A y B están ordenados en la dirección ⟨110⟩. La vacante aniónica adicional reside en el intersticio tetraédrico entre cationes adyacentes del sitio B. Estos sistemas son particularmente susceptibles al desequilibrio polar y a otros efectos magnéticos.
La estructura piroclórica muestra propiedades físicas variadas que abarcan el aislamiento electrónico (por ejemplo La2Zr2O7), conductividad iónica (Gd1.9Ca0.1Ti2O6.9), conductividad metálica (Bi2Ru2O7−y), conductores iónicos y electrónicos mixtos, sistemas de hielo de espín (Dy2Ti2O7), sistemas de vidrio de espín (Y2Mo2O7), sistemas de cadena haldane (Tl2Ru2O7) y superconductividad (Cd22O7).

## Minería del niobio
Los tres mayores productores de mineral de niobio son depósitos de pirocloro. El mayor depósito en Brasil es la mina CBMM ubicada al sur de Araxá, Minas Gerais, seguida por el depósito de la mina Catalão al este de Catalão, Goiás. El tercer mayor depósito de mineral de niobio es la mina de Niobec al oeste de Saint-Honoré cerca de Chicoutimi, Quebec.
Por lo general, el mineral de pirocloro contiene más del 0,05% de uranio y torio.